# همت‌آباد (بخش مرکزی طبس)
همت آباد، روستایی است از توابع بخش مرکزی شهرستان طبس استان خراسان جنوبی ایران.

## جمعیت
این روستا در دهستان گلشن قرار داشته و بر اساس سرشماری سال ۱۳۸۵ جمعیت آن ۱۰۱ نفر (۳۰ خانوار) بوده است.